# 刘学锴
刘学锴（1933年8月—），男，浙江松阳人，中国古代文学研究专家，安徽师范大学文学院教授。

## 生平
刘学锴1933年8月生于浙江省松阳县，1952年考入北京大学中国语言文学系，1956年本科毕业被免试录取为北京大学首批副博士研究生，1959年研究生毕业并留校任教。1963年起，先后任教于合肥师范学院（1970年并入安徽师范大学）和安徽师范大学，1986年晋升教授。

## 奖励与荣誉
1989年被评为全国教育系统劳动模范，获人民教师奖章。1992年获国务院特殊津贴。1993年获曾宪梓教育基金会全国高等师范院校教师奖一等奖。2016年获安徽师范大学终身成就奖。

## 社会兼职
安徽省政协常委，中国唐代文学学会常务理事，中国李商隐研究会会长。

## 著作
- 《李商隐诗选》（1978年，人民文学出版社），获安徽省社科二等奖
- 《李商隐》（1980年，中华书局）
- 《李商隐诗歌集解》（全五册，合著）（1988年，中华书局），获首届全国高校人文社科优秀成果二等奖
- 《李商隐诗歌研究》（1998年，安徽大学出版社）
- 《王安石文选译》（合著）（1998年，人民文学出版社）
- 《李商隐研究资料汇编》（上下册，合著）（2001年，中华书局）
- 《李商隐文编年校注》（全五册，合著）（2002年，中华书局），获第六届国家图书奖、第四届全国优秀古籍整理图书奖一等奖
- 《李商隐传论》（2002年，安徽大学出版社），获安徽省第六届社科奖著作一等奖、安徽省图书奖一等奖
- 《汇评本李商隐诗》（2002年，上海社科院出版社）
- 《李商隐诗选评》（2003年，上海古籍出版社），获安徽省社科奖二等奖
- 《李商隐诗歌接受史》（2004年，安徽大学出版社）
- 《温庭筠全集校注》（全三册）（2007年，中华书局），获安徽省社科成果一等奖
- 《温庭筠传论》（2008年，安徽大学出版社）
- 《温庭筠诗词选》（2011年，中州古籍出版社）
- 《唐诗选注评鉴》（上下卷）（2013年，中州古籍出版社）
- 《唐音浅尝集》（2014年，安徽师范大学出版社）